# Yao Hua-qing
Yao Hua-qing, conosciuto anche come Joaquim Yao (姚華瑾T, Yáo HuájǐnP; 29 dicembre 1928), è un cestista taiwanese.

## Carriera
Con Taiwan ha disputato i Campionati del mondo del 1954.